# Долний Град
Долний Град (хорв. Donji grad) — один из 17 районов Загреба, столицы Хорватии. Является традиционной частью города и городского округа в самоуправляющейся организации города Загреб. Назван район в противоположность Верхнему городу (хорв. Gornji grad — Medveščak). Район является самым важным местом встреч, магазинов, большинства учреждений и музеев в Загребе.
Городской район основан статутом города Загреба 14 декабря 1999 года.
Район занимает центр Загреба, от Верхнего Града до железной дороги, на запад до улицы Республики Австрия, и на восток до улицы Хейнзелова. В центре района Площадь бана Елачича где граница от Верхнего города проходит южной стороне площади, железнодорожная станция и парки.
Парки и районы образуют U-образная в плане системe городских площадей с парками.

## Галерея

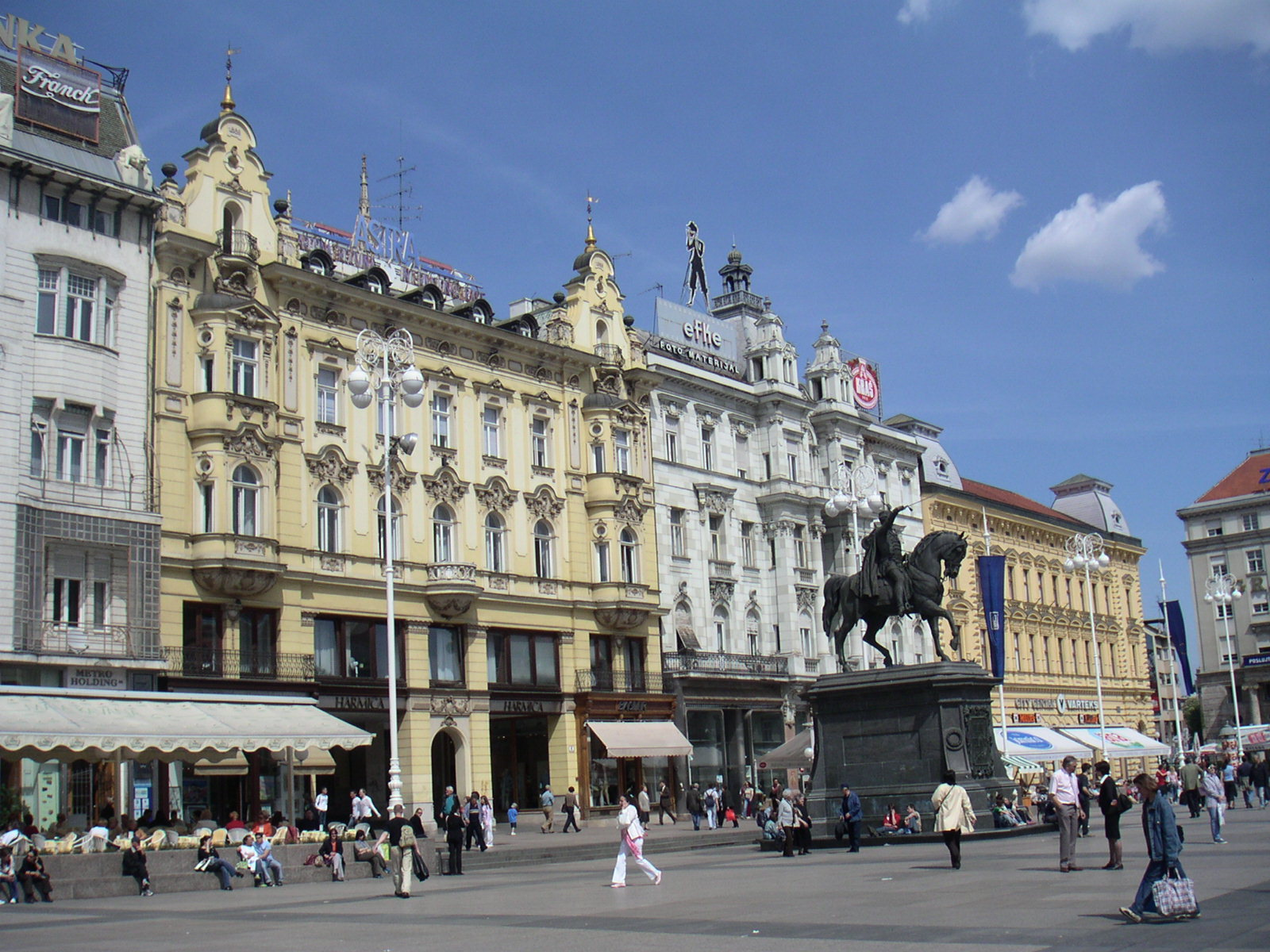
Площадь бана Йосипа Елачича
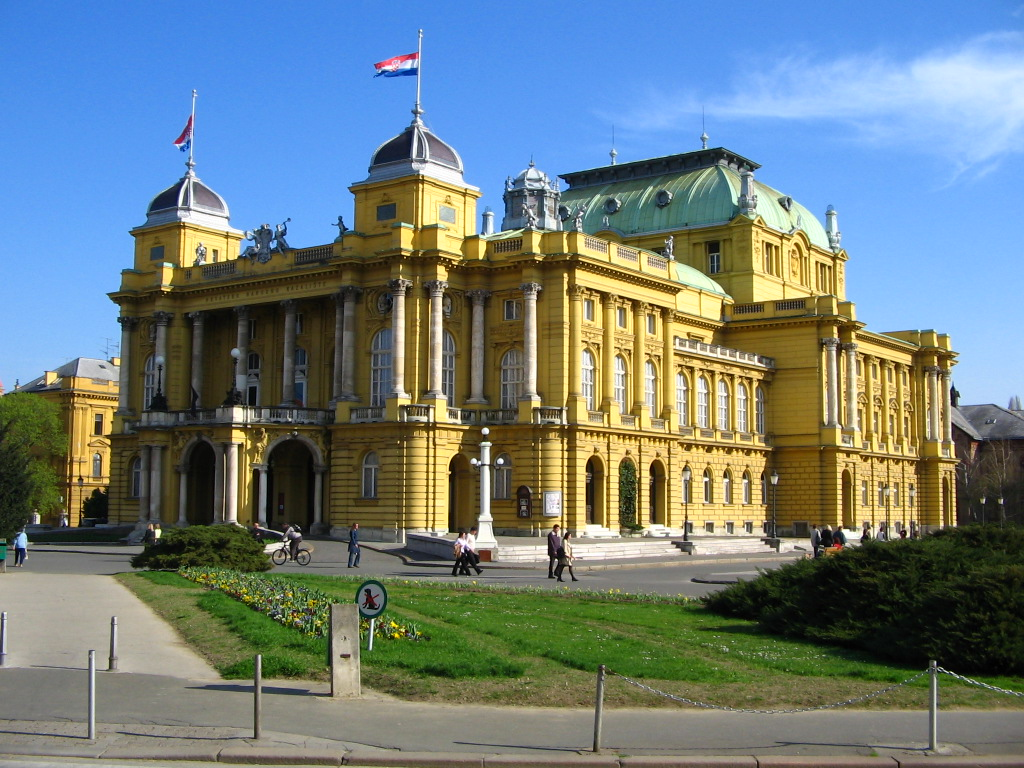
Хорватский национальный театр
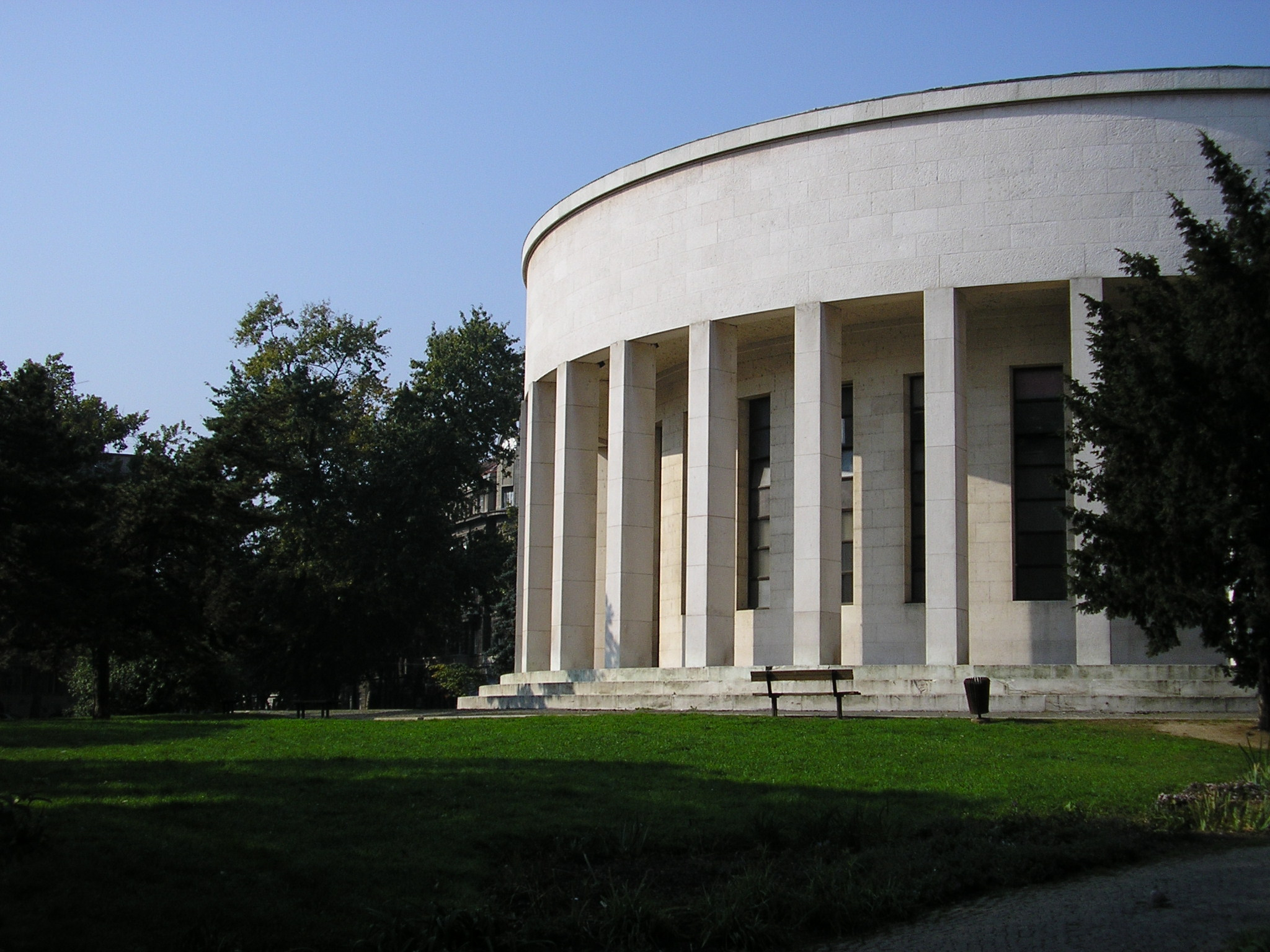
Музей Ивана Мештровича
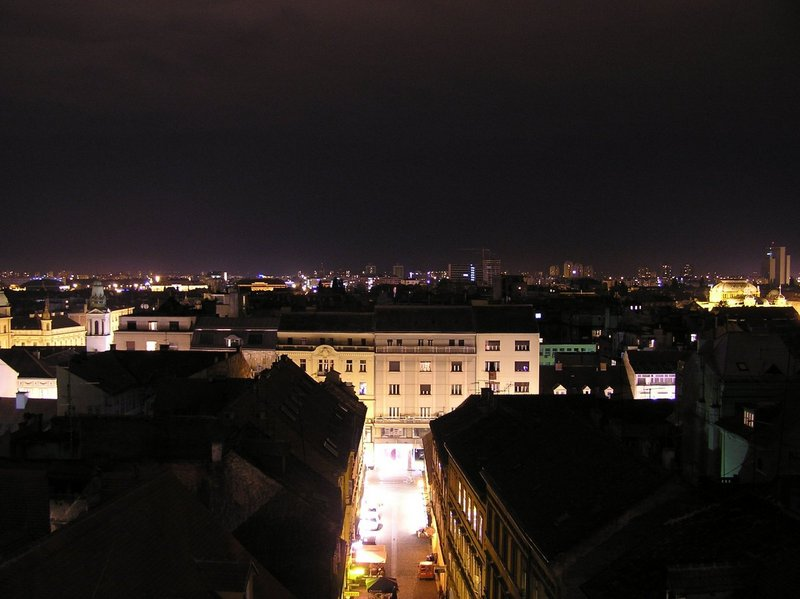
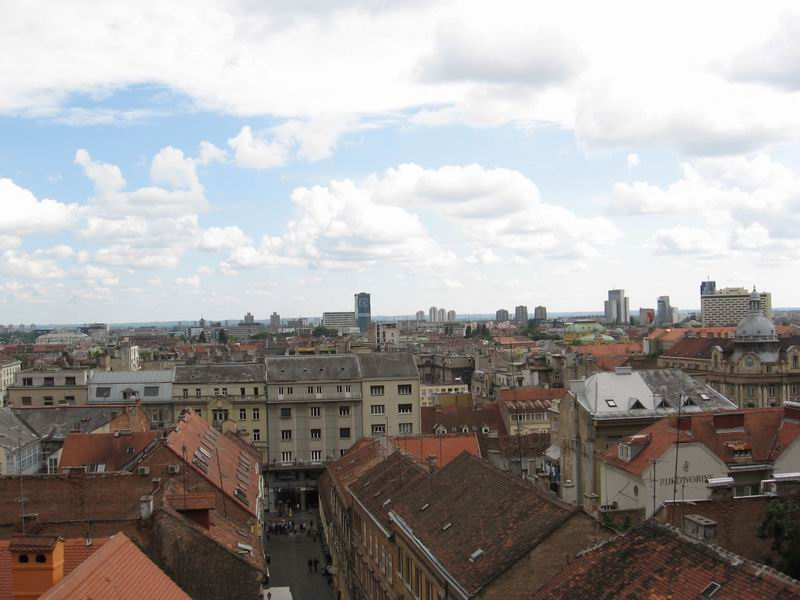
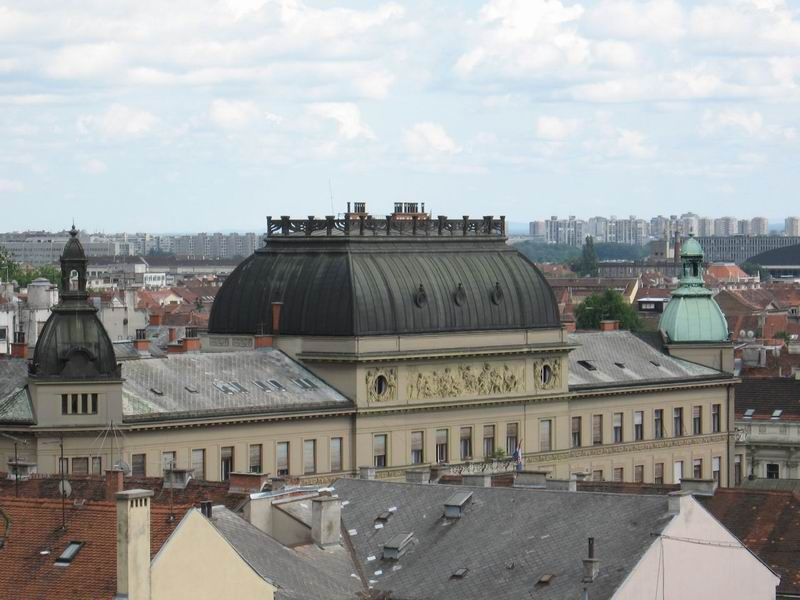
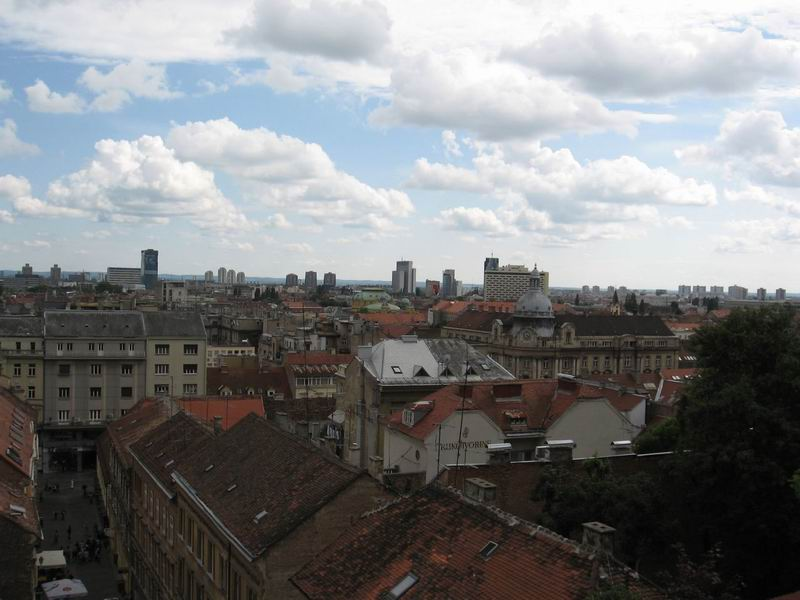
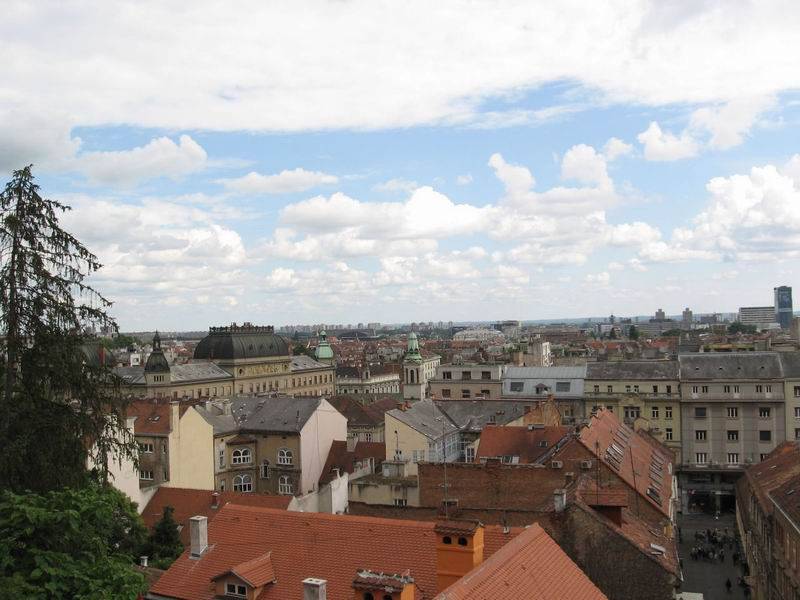
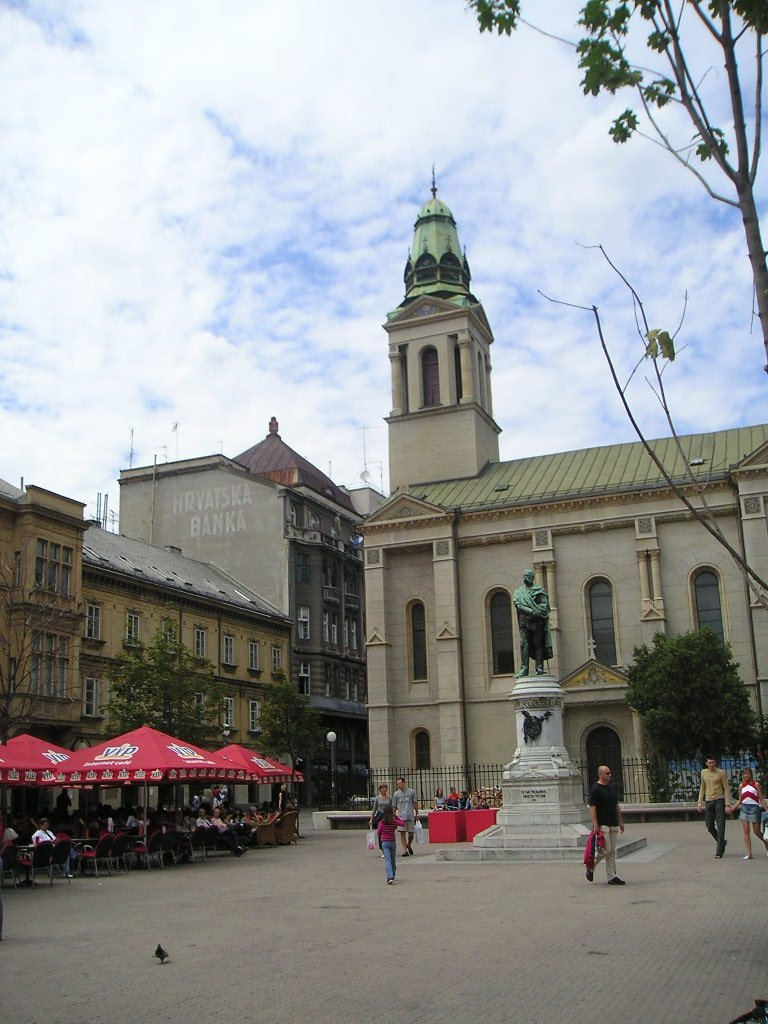
Площадь Петра Прерадовича
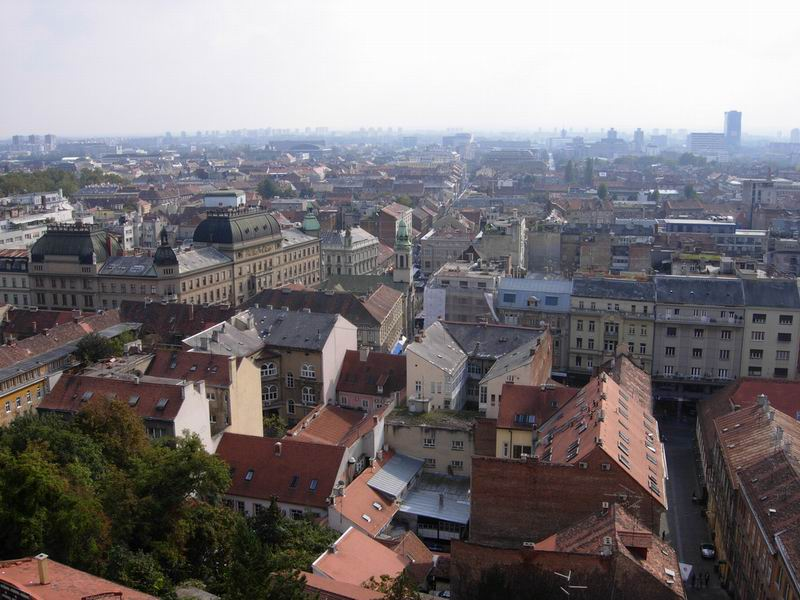